# Индуно-Олона
Индуно-Олона (итал. Induno Olona) — коммуна в Италии, располагается в провинции Варесе области Ломбардия.
Население составляет 9993 человека (на 2004 г.), плотность населения составляет 818 чел./км². Занимает площадь 12 км². Почтовый индекс — 21056. Телефонный код — 0332.
Покровителями коммуны почитаются святой Иоанн Креститель, в честь него освящён храм, и святой апостол Павел.